# Heterorachis conradti
Heterorachis conradti är en fjärilsart som beskrevs av Louis Beethoven Prout 1938. Heterorachis conradti ingår i släktet Heterorachis och familjen mätare. Inga underarter finns listade i Catalogue of Life.